# Oosterstroom
De Oosterstroom is een eeuwenoude gracht in de Nederlandse stad Utrecht.
De watergang ligt direct ten noorden van het stadscentrum op de grens van de buurten Lauwerecht en Vogelenbuurt. Aan de zuidzijde loopt deze circa 400 meter lange gracht richting de Stadsbuitengracht (Weerdsingel). Aan de noordzijde sluit ze aan op de waterweg Zwarte Water met net voor de aansluiting nog een schutsluisje. Het Zwarte Water mondt vervolgens na ruim 100 meter uit in de rivier de Vecht.
De Oosterstroom vormde de oostelijke begrenzing van de in de late middeleeuwen ontstane voorstad Bemuurde Weerd. De aansluiting Zwarte Water - Oosterstroom was destijds aan de binnenzijde voorzien van het rondeel Simpoel aan de ommuring. Vandaag de dag staat langs de Oosterstroom onder meer de molen Rijn en Zon.